# Jetkul
Jetkul (ros. Еткуль) – wieś (sieło) w Rosji, w obwodzie czelabińskim, ośrodek administracyjny rejonu jetkulskiego. W 2010 liczyła 6760 mieszkańców.